# Little Hadham
Little Hadham est une paroisse civile et un village du Hertfordshire, en Angleterre.